# Bug-Byte
Bug-Byte Software Ltd. war ein britisches Computerspiel-Unternehmen (Gründung im Jahre 1980), das in Liverpool angesiedelt und in den 80er Jahren mit einer ganzen Reihe von 8-Bit-Computerspielen, besonders für den Sinclair ZX Spectrum, erfolgreich war. Das Unternehmen wurde von Tony Baden und Tony Milner gegründet. 1985 wurden die Namensrechte des Unternehmens von Argus Press Software Ltd. übernommen, die unter diesem Label eigene Software veröffentlichte.

## Software-Titel (Auswahl)
- Elevator Action (1988)
- Galaga (1988)
- Kung-Fu Master (1984)
- Manic Miner (1983)
- Mazogs (1982)
- Scramble (1982)